# Стефаноз I Великий
Стефаноз I (груз. სტეფანოზ I; ум. 627) — правитель Картлийского эрисмтаварства с приблизительно 590 по 627 год. Он был убит во время сражения с вторгшейся в его владения византийской армией.
Будучи сыном и преемником Гуарама I Стефаноз сменил провизантийский курс в политике своего отца на проиранский и, благодаря покровительству Сасанидов, преуспел в воссоединении Иберии под своей властью. Он сделал Тбилиси своей столицей и защищал его во главе грузино-иранских сил, когда византийский император Ираклий I в союзе с хазарами напал на Иберию в 626 году (в ходе Ирано-византийской войны 602—628 годов). Стефаноз был взят в плен во время этого сражения, и Ираклий I приказал содрать с него кожу живьём. Его должность была отдана Адарнасе I, его родственнику из старого рода Хосроидов.
Период правления Стефаноза совпал и с другим переломным моментом в истории Грузии. Когда Стефаноз сменил провизантийскую политику на политику сотрудничества с Ираном, его религиозные симпатии сместились в сторону антихалкидонизма, который официально был принят и католикосом Иберии в 598 или 599 году. Однако к 608 году Грузинская православная церковь вернулась к халкидонскому христианству, что послужило поводом для родственной Армянской церкви разорвать общение с Грузинской церковью и отлучить её католикоса Кириона I. Однако лишь военная кампания Ираклия I привела к окончательной победе халкидонского христианства в Иберии..
Стефаноз I стал первым среди грузинских правителей, кто начертал на аверсе «Иберо-сасанидских» драхм отчеканенные им самим инициалы своего имени, симметрично расположенные по краям, грузинскими стилизованными буквами. На реверсе одной из своих монет, вместо священного пламени (Атара), главной эмблемы зороастризма, он поместил крест — символ победы христианства. Это был важный политический акт, указывающий не только на иранофилию Стефаноза I, но и на его усилия по восстановлению политической автономии восточной Грузии и укреплению христианской церкви.
На внешней каменной плите церкви Святого Креста в Мцхете (Грузия) упоминаются главные строители этой церкви: Стефаноз patricius, Димитрий hypatos и Адарнасе hypatos, традиционно отождествляемые грузинскими историками со Стефанозом I, его братом Димитрием и Адарнасе I. Однако, по мнению историка Кирилла Туманова, их следует отождествлять со Стефанозом II, Димитрием (братом Стефаноза I) и Адарнасе II (сыном Стефаноза II).